# Schutterij Wilhelmina (Bredevoort)

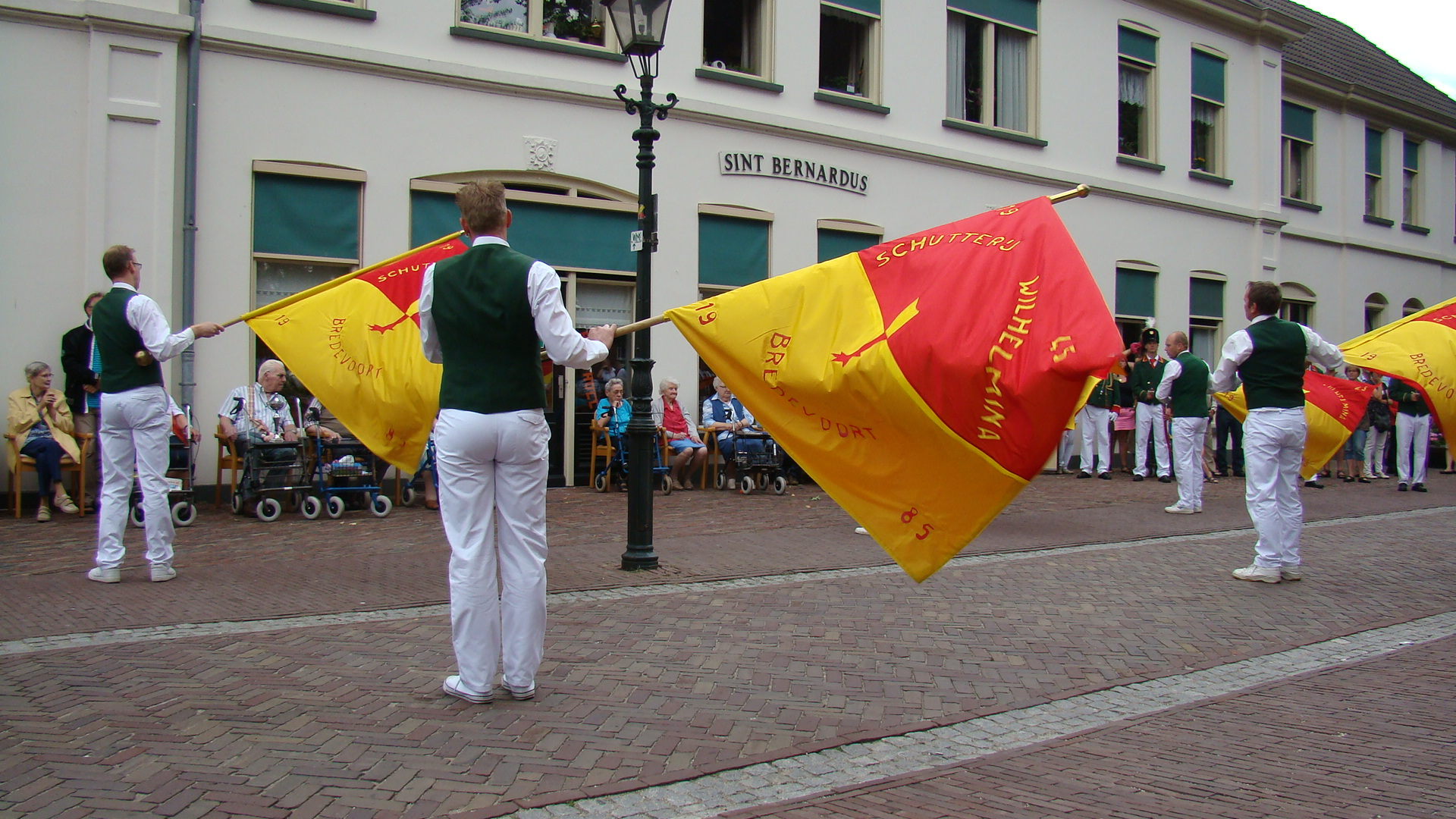
Vendelen voor het Sint Bernardus

Schutterij Wilhelmina is een schutterij in het Gelderse Bredevoort in Nederland.

## Geschiedenis
Hoewel Bredevoort als garnizoensstad sinds de Middeleeuwen een schutterij had, is het onbekend wanneer de Schutterij Wilhelmina is ontstaan. Een eerste schriftelijk vermelding is afkomstig uit het jaar 1905, waarin schutterij Wilhelmina in een krant met name wordt genoemd. Men neemt aan dat de vereniging dan reeds langer bestaat. In diezelfde tijd blijkt Bredevoort zelfs twee schutterijen te hebben. Mogelijk dankt de vereniging haar stichting in het jaar 1898 als het kroningsfeest van Wilhelmina uitbundig wordt gevierd. In Bredevoort werd ter gelegenheid van dit feest een bestuur opgericht dat diverse feestelijkheden organiseerde. Deze bestonden uit een kermis en optocht van ruiters met banieren. Tevens wordt op de markt een zogenaamde Wilhelminaboom geplant ter ere van Wilhelmina's verjaardag. Na afloop vindt dan een schuttersfeest plaats met als hoofdonderdeel het koningsschieten. Deze traditie wordt nog altijd in leven gehouden tijdens het jaarlijkse volks- en schuttersfeest dat in juni wordt gehouden.